# Toto (groupe)
Vous lisez un « article de qualité » labellisé en 2007.
Pour les articles homonymes, voir Toto.
Toto est un groupe américain de pop rock, originaire de Los Angeles, en Californie. Il est formé en 1976 par Jeff Porcaro (batterie) et David Paich (claviers), auxquels se joignent Steve Lukather (guitare), Steve Porcaro (claviers), David Hungate (basse) et Bobby Kimball (chant). Après des débuts prometteurs, le groupe atteint la consécration dans les années 1980 avec son album Toto IV. En 1982, Mike Porcaro remplace David Hungate à la basse. En moins de dix ans, Toto change plusieurs fois de chanteur soliste, engageant Fergie Frederiksen, Joseph Williams puis Jean-Michel Byron. En août 1992, Toto doit faire face à la mort de son membre cofondateur, Jeff Porcaro, remplacé par Simon Phillips.
Dans les années 2000, le groupe connaît un nouveau changement dans ses rangs avec le retour de Bobby Kimball au chant et le retrait de Mike Porcaro, atteint d'une sclérose latérale amyotrophique. La formation se sépare brièvement en 2008, avant de se reformer en 2010 afin de soutenir son bassiste. Ce dernier meurt des suites de la maladie en 2015. La même année, le groupe sort un nouvel album, Toto XIV, marquant le retour de Joseph Williams au chant et de David Hungate à la basse. Par ailleurs, Simon Phillips quitte le groupe pour être remplacé par Keith Carlock puis par Shannon Forrest.
En 2018, le groupe célèbre ses quarante années d'existence depuis son premier album studio. Une ultime tournée internationale est planifiée jusqu'en octobre 2019, date à laquelle le guitariste fondateur Steve Lukather annonce la dissolution du groupe sous sa dernière forme. Entre 1978 et 2018, Toto enregistre quatorze disques studio vendus à quarante millions d'exemplaires et quatre albums en public. Il remporte par ailleurs sept Grammy Awards ; est introduit au Musicians Hall of Fame and Museum de Nashville.
La musique de Toto évolue durant ses quatre décennies de carrière. Le groupe trouve ses marques au fil des albums et mélange les genres musicaux tels que le rock, la pop, le funk, le jazz rock. Des chansons telles que Hold the Line, Africa, Rosanna sont devenues des classiques du groupe et ont contribué à sa notoriété internationale.

## Histoire

### Formation et débuts (1976–1981)

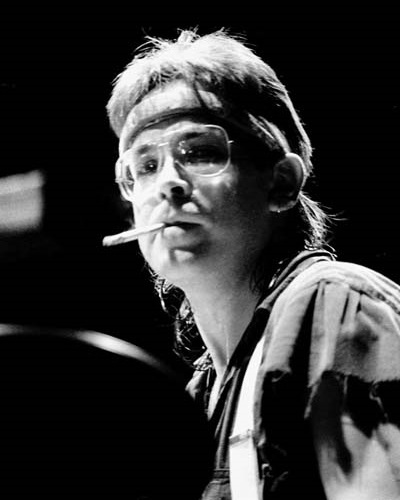
Jeff Porcaro lors d'un concert de Toto en 1986.

En 1976, à Los Angeles, David Paich et Jeff Porcaro, deux amis âgés de vingt-deux ans, ont pour ambition de monter leur propre groupe. Les deux hommes se connaissent depuis le lycée et sont tous deux issus de familles de musiciens. David Paich est le fils d'un compositeur et chef d'orchestre renommé, Marty Paich, tandis que le père de Jeff Porcaro enseigne la batterie,. Les deux hommes sont des musiciens expérimentés et ont déjà collaboré avec Steely Dan sur deux de ses albums au milieu des années 1970,. Afin de former le groupe, Paich et Porcaro recrutent le claviériste Steve Porcaro, le cadet de la fratrie, le bassiste David Hungate, qui a notamment joué avec Boz Scaggs. Bobby Kimball complète la formation en tant que chanteur principal, après avoir rencontré les autres membres en 1977. Il déclare : « J'ai rencontré Jeff Porcaro, David Paich et David Hungate alors que je tournais avec mon groupe S.S. Fools. Bien qu'engagé avec le label CBS Records, notre groupe s'est séparé et je me suis senti libre. Je recherchais quelque chose à faire, et j'ai reçu un coup de téléphone de David Paich qui a sonné comme une délivrance. Il m'a demandé si j'étais intéressé de rejoindre le groupe et j'ai répondu : « absolument » ». Steve Lukather rejoint quant à lui le groupe alors qu'il est âgé de dix-neuf ans. Le guitariste, qui pratique également la batterie et le piano, est un grand fan des Beatles. Le solo de George Harrison sur la chanson I Saw Her Standing There le marque profondément dans sa jeunesse et sonne comme une révélation pour lui.
Après avoir visionné le dessin animé Le Magicien d'Oz, Jeff Porcaro propose le nom de Toto, qui signifie « universel ». Le batteur souhaite en effet que la formation expérimente plusieurs genres musicaux et la signification du nom du groupe va dans ce sens. Toto est également un nom court et facile à retenir dans toutes les langues. En 1977, le groupe signe son premier contrat avec le label Columbia Records et enregistre son premier album Toto, qui sort en septembre de la même année. Le premier single extrait, Hold the Line, atteint la cinquième place au Billboard Hot 100. À la suite de ce succès, Toto est nommé à deux reprises à la cérémonie des Grammy Awards de 1979 pour les catégories « meilleur nouvel artiste » et « meilleur producteur ». Le groupe enregistre la même année l'album Hydra, qui, malgré ses qualités, ne permet pas à Toto de concrétiser le succès engendré par le premier album. En effet, le single 99, qui rend hommage au film THX 1138 n'atteint que la vingt-sixième position des classements musicaux américains. Steve Lukather salue le travail fourni par la formation mais souligne que « tout est allé un peu vite pour le groupe ».
Après une tournée internationale en 1980, Toto s'oriente vers un registre plus rock, retourne en studio et enregistre l'album Turn Back, qui s'avère être un échec critique et commercial. Steve Lukather déclare : « nous n'avons écouté personne et nous voulions juste être un groupe de rock'n'roll ». De plus, malgré des musiciens talentueux, Toto doit faire face aux nombreuses critiques des médias américains de l'époque. Steve Lukather déclare en 2015 : « On a été le groupe le plus haï des États-Unis, mais aujourd’hui ça va mieux. On a débuté en même temps que l’émergence du punk et les anciens journalistes, qui adoraient ça, nous détestaient. On a subi énormément de cruauté, certains ont écrit à l’époque que nos parents auraient dû être stérilisés, comme ça, on ne serait jamais nés pour faire cette musique de merde. Ce genre de trucs tellement vicieux et gratuit ». À la suite de ce deuxième échec consécutif, la maison de disque Columbia Records fait pression sur le groupe en les menaçant de rompre leur contrat si le prochain album est un échec. David Paich reconnaît pour sa part qu'à cette époque, Toto veut prouver qu'il est un groupe pouvant jouer du rock 'n' roll sur scène, ne mesurant pas la baisse de créativité et de sensibilité des paroles des albums Hydra et Turn Back par rapport à Toto. Steve Lukather conclut en précisant qu'au moment de la sortie de Turn Back, Toto est toujours « à la recherche de son propre son ». Bobby Kimball traverse quant à lui une période difficile de sa vie puisqu'il est brièvement arrêté en décembre 1981 pour avoir vendu de la cocaïne à un policier sous couverture.

### Toto IVet début de notoriété (1982–1983)

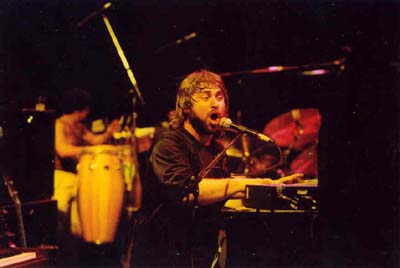
David Paich en 1982.

Face à cet échec, le groupe décide de réagir et prévoit l'enregistrement d'un nouvel album. Afin de satisfaire les attentes du label Columbia Records, Steve Lukather déclare : « Nous allons faire ce que nous faisons de mieux ». De nombreux musiciens sont sollicités pour l'enregistrement de l'album, dont les percussionnistes Lenny Castro et Joe Porcaro, le saxophoniste Tom Scott, ou encore Marty Paich. Toto investit tout d'abord les studios Sunset Sound Recorders et Ocean Way Recording à Los Angeles, où la plupart du travail d'enregistrement et de mixage a lieu entre fin 1981 et début 1982. Dix chansons sont choisies pour figurer sur l'album. Le travail d'écriture et de composition est principalement effectué par David Paich. Steve Lukather signe pour sa part sa première composition avec le groupe, avec le titre I Won't Hold You Back. Steve Porcaro écrit et compose pour sa part le morceau It's a Feeling. Alors que l'enregistrement de Toto IV se termine et que la sortie de l'album est prévue pour avril 1982, David Hungate accueille la naissance de son fils. Ne souhaitant pas participer à la tournée prévue pour la sortie de l'album, il déménage à Nashville afin de se consacrer à sa vie de famille. Il déclare : « Je venais de déménager à Nashville et une nouvelle vie s'offrait à moi. Mais la principale raison est la naissance de mon fils. [...] Ce fut la décision la plus difficile que j'ai jamais eu à prendre ». Hungate est remplacé par Mike Porcaro, frère de Jeff et Steve, lequel participe aux dernières phases d'enregistrements, en jouant de plus du violoncelle sur le titre Good for You.

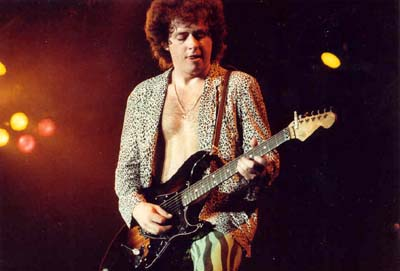
Steve Lukather lors de la tournée Toto IV en 1982.

Toto IV paraît le 8 avril 1982 dans le monde entier. Cinq singles en sont extraits : Rosanna, Make Believe, Africa, I Won't Hold You Back et Waiting for Your Love. Le succès est immédiat pour le groupe puisque la chanson Africa se hisse en première position du classement au Billboard Hot 100 le 5 février 1983, et demeure la seule chanson du groupe à atteindre cette meilleure place. Rosanna n'est pas en reste et occupe la deuxième place de ce même classement durant cinq semaines consécutives à partir du 3 juillet 1982. Toto IV atteint la quatrième place au Billboard 200 le 10 juillet 1982. Le succès commercial engendré par l'album donne au groupe des perspectives de collaborations musicales prestigieuses. Michael Jackson invite plusieurs membres du groupe à participer à l'enregistrement de son album Thriller, prévu entre avril et novembre 1982. Steve Lukather, Steve Porcaro, David Paich et Jeff Porcaro sont conviés aux séances d'enregistrement. En 1983, Toto participe à la vingt-cinquième cérémonie des Grammy Awards, qui a lieu le 23 février à Los Angeles. Il s'agit de la deuxième participation du groupe à cette institution après leur nomination au Grammy Award du meilleur nouvel artiste en 1979. Pour leur album Toto IV, les musiciens et le personnel technique reçoivent un total de vingt-huit nominations et six récompenses : album de l'année (Toto IV), chanson de l'année (Rosanna), producteur de l'année (Toto), meilleur arrangement instrumental (Rosanna), meilleur arrangement vocal (Rosanna), meilleur ingénieur d’enregistrement (Toto IV)

### Années Frederiksen et Williams (1984–1989)
En 1984, après le succès international de Toto IV, le groupe décide d'enregistrer son unique bande originale de film pour Dune, un film de science-fiction de David Lynch. Bobby Kimball est quant à lui contraint de quitter le groupe pour son absentéisme récurrent aux répétitions. Le succès engendré par Toto IV provoque en effet des perturbations au sein de la formation, comme un rythme de vie bouleversé et des consommations de drogues. Fergie Frederiksen, un chanteur d'origine danoise, lui succède. Les membres enregistrent aussitôt l'album Isolation. Frederiksen participe à l'écriture de quatre des dix titres que compte l'album. Isolation est un album au son plus rock que son prédécesseur. Il se classe à la 42e place du Billboard 200 et remporte un franc succès auprès des fans.
Toto enregistre également un instrumental pour les Jeux olympiques de 1984, Moodido, composé par Steve Lukather. Fergie Frederiksen quitte aussitôt le groupe pour être remplacé par Joseph Williams, fils du compositeur John Williams ; puis Toto enregistre Fahrenheit en 1986 avec son nouveau membre au chant. Cet album tire davantage ses influences de sons pop rock, funk et soul. Le morceau I'll Be Over You, chanté par Steve Lukather, se hisse à la onzième place des charts américains au Billboard 100. Le deuxième instrumental du groupe Don't stop me now, aux influences jazz, est réalisé en collaboration avec Miles Davis. Le succès du groupe sur cet album est mitigé, malgré la réussite des titres I'll Be Over You et Without Your Love. Fahrenheit chute dans les charts par rapport à son prédécesseur, et occupe la 54e position au Billboard 200. En 1985, David Paich et Jeff Porcaro apportent leur voix aux chœurs de la chanson We are the World du collectif USA for Africa.
En 1987, Steve Porcaro quitte le groupe pour entamer une carrière en solo. L'année suivante, Toto enregistre The Seventh One. Trois singles se distinguent : Pamela, Stop Loving You et Mushanga. Une tournée d'une durée de quatre mois est effectuée au cours de l'année 1988. Cependant, Joseph Williams doit faire face à des « problèmes personnels » et se sépare du groupe. En 1989, Toto est donc réduit à quatre membres. Steve Lukather commence parallèlement une carrière en solo. La même année, il enregistre son premier album qu'il intitule Lukather. Cet album se caractérise par un style différent de celui de Toto à cette époque, avec des influences de Led Zeppelin, Cream, Jimi Hendrix ou encore Pink Floyd.

### Past to Presentet décès de Jeffrey Porcaro (1990–1992)

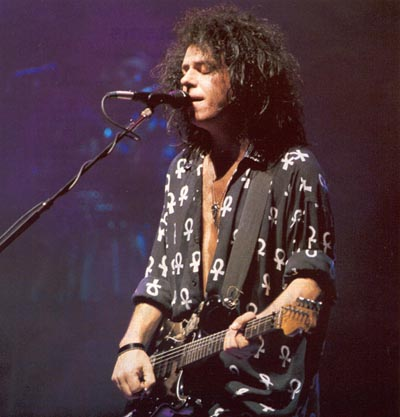
Le guitariste Steve Lukather pendant le Past to Present Tour en 1990.

En 1990, Toto enregistre sa première compilation. Bobby Kimball et David Hungate sont rappelés par le groupe pour participer à l'album, qui s'intitule Past to Present 1977-1990. Un nouveau chanteur d'origine sud-africaine, Jean-Michel Byron est imposé par le label Sony et devient la voix principale de Toto. L'album inclut des chansons comme Hold the Line, 99, Africa, Rosanna ainsi que quatre morceaux inédits,. Byron participe à la tournée suivante mais quitte la formation aussitôt, faisant l'objet de vives critiques.
Le chanteur n'est en effet apprécié ni des autres membres du groupe, ni des fans. Steve Lukather juge son attitude « égoïste » et son comportement sur scène « ridicule ». Le morceau inédit Out of love remporte toutefois un certain succès auprès du public européen. Par ailleurs, Past to Present devient disque de platine dans plusieurs pays. Le Planet Earth World Tour s'effectue sur trois mois avec la participation du chanteur sud-africain, mais celui-ci est contraint de quitter le groupe dès la fin de la tournée.

Au début des années 1990, après la tournée de Past to present, le groupe est réduit à quatre. Il enregistre en 1992 son huitième album, Kingdom of Desire. La pochette de l'album est illustrée par Jeff Porcaro. Celle-ci représente un corps reposant sous terre. Cette pochette est prémonitoire dans la mesure où le batteur meurt quelques semaines avant la sortie de l'album. En effet, le 5 août 1992, Jeff Porcaro est retrouvé inanimé dans son jardin, dans sa maison de Los Angeles. Malgré l'intervention de sa famille et des secours, le batteur succombe à un arrêt cardiaque dû à l'inhalation accidentelle d'un désherbant. Une rumeur de l'époque établit que sa mort est due à une surdose de cocaïne, mais celle-ci n'est jamais prouvée.

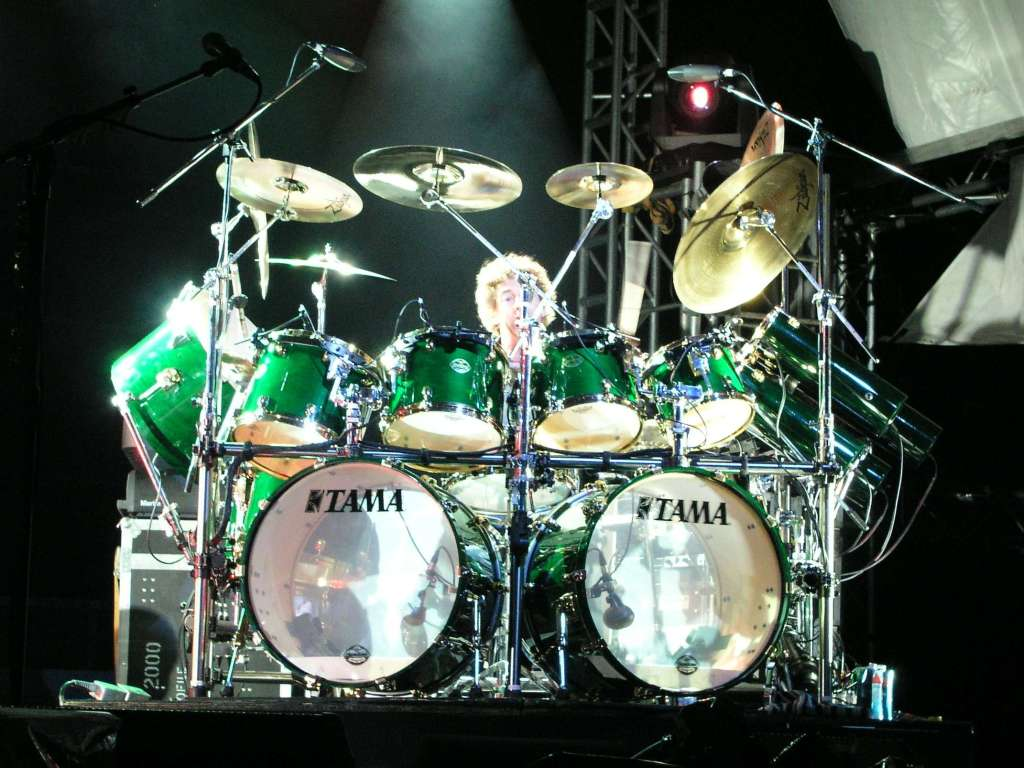
Simon Phillips à la batterie en 2004.

Abattus, les membres du groupe songent à dissoudre la formation, mais décident de continuer en jugeant que Jeff l'aurait voulu. Cependant, la promotion que doit effectuer le groupe pour faire connaître l'album se révèle être un « cauchemar » pour ses membres. La tournée suivante est dédiée à Porcaro et Simon Phillips est choisi pour le remplacer. Celui-ci a déjà collaboré avec des groupes tels que The Who et Tears for Fears. Phillips dispose alors de trois semaines de répétitions pour apprendre le répertoire de Toto.
Kingdom of Desire propose un changement radical dans le son du groupe. La majorité de l'album est en effet composé par Steve Lukather, qui occupe également le poste de chanteur principal. Le disque arbore ainsi un style plus électrique, aux influences hard rock,. Le groupe inclut dans son album un nouvel instrumental : Jake to the Bone, morceau de style jazz fusion, plusieurs chansons rock telles que Kingdom of Desire ou Gypsy Train. Trois titres sont des power ballads (2 Hearts, The Other Side, Only you). Simon Phillips effectue la tournée Kingdom of Desire, et devient finalement membre du groupe à part entière. L'enregistrement du premier album live du groupe est effectué durant cette tournée : Absolutely Live sort en 1993. L'année suivante, Steve Lukather sort son deuxième album avec les Lobotomys, Candyman.

### Tambu(1995–1996)
Trois ans après la mort de Jeff Porcaro, Toto décide d'enregistrer son neuvième album studio. Tambu sort en septembre 1995. Steve Lukather est au chant et Simon Phillips est à la batterie. Le groupe, qui retourne vers un registre plus pop que Kingdom of Desire, aborde dans ses morceaux des thèmes comme l'espoir, l'hypocrisie, la rage, la Foi, la confiance. Les choristes John James et Jenny Douglas McRae se joignent au groupe pour l'enregistrement des chœurs. Le percussionniste Lenny Castro, qui a longtemps collaboré avec Toto, est également présent sur l'album. Le premier single extrait, I will remember, devient disque d'or en quelques semaines. La tournée Tambu World Tour est effectuée d'octobre 1995 à juillet 1996. Cependant, à la suite de problèmes de santé, Simon Phillips est contraint de ne pas participer au début de cette tournée. Momentanément remplacé par Gregg Bissonette, il ne rejoint le groupe qu'au début de l'année 1996.
Steve Lukather poursuit par ailleurs sa carrière solo en enregistrant son troisième album, intitulé Luke,. Simon Phillips, quant à lui, sort son troisième album solo, Symbiosis. Les deux hommes partent en tournée en Europe à tour de rôle. De leur côté, Steve et Mike Porcaro, et Joseph Williams enregistrent un single des Porcaro Brothers, intitulé Young at Heart. Alors que les vingt ans du groupe approchent, Steve Lukather et David Paich sélectionnent les morceaux qui seront sur l'album anniversaire. Le live à Johannesbourg de 1997, en Afrique du Sud, avec les morceaux Africa et Dave's Gone Skiing avec Simon Phillips à la batterie accompagné de nombreux chœurs et percussionnistes africains, font partie de cette sélection. De plus, les anciens membres du groupe, Bobby Kimball, Steve Porcaro et Joseph Williams sont conviés à participer à la tournée. Simon Phillips enchaîne parallèlement son quatrième album solo, Another Lifetime et part quelque temps au Japon pour une petite tournée, avant de participer à celle de Toto XX. Pendant ce temps, David Garfield termine l'enregistrement de Tribute to Jeff, en hommage à Jeff Porcaro.

### XXetMindfields(1997–2005)
Toto XX sort fin mai 1998 et le groupe effectue plusieurs dates promotionnelles en Europe. Bobby Kimball ayant participé à cette tournée, la formation lui propose de revenir pour l'enregistrement de leur nouvel album studio. Kimball accepte et devient de nouveau la voix principale de Toto. En mars 1999, Mindfields sort avec Kimball au chant sur la plupart des morceaux. Le disque de treize pistes est coproduit par Elliot Scheiner. Le titre Caught in the Balance remporte un franc succès auprès des fans, de même que Mad about you, chanson coécrite par Joseph Williams. Mindfields offre par ailleurs deux power ballads : Melanie et Last love interprétées par Steve Lukather, du rock mélodique, un morceau aux airs de reggae (Mindfields) et un titre blues rock, High Price of Hate, de plus de neuf minutes, chanté par Bobby Kimball. Les titres Mad about you et Melanie paraissent en single au cours de l'année 1999. De plus, la version japonaise de l'album contient un titre bonus, Spanish Steps. La tournée Mindfields Reunion Tour s'étend sur près d'un an et demi. Le groupe est bien accueilli, aussi bien en Europe qu'aux États-Unis où il n'a pas fait en concert depuis six ans. Le succès est tel que certains concerts au Japon se jouent à guichet fermé. Toto retrouve une réelle satisfaction à jouer aux États-Unis et dans le monde entier. Son second album live, Livefields, est enregistré pendant cette tournée en France, à Marseille et à Toulouse. Il reprend les succès de l'album Mindfields ainsi que différents hits du groupe tels que Rosanna ou White Sister. Après la tournée, les membres du groupe ressentent le besoin de se reposer. Chaque membre s'isole pour se consacrer à des projets plus personnels. Bobby Kimball, Simon Phillips et Steve Lukather effectuent de petites tournées individuelles.

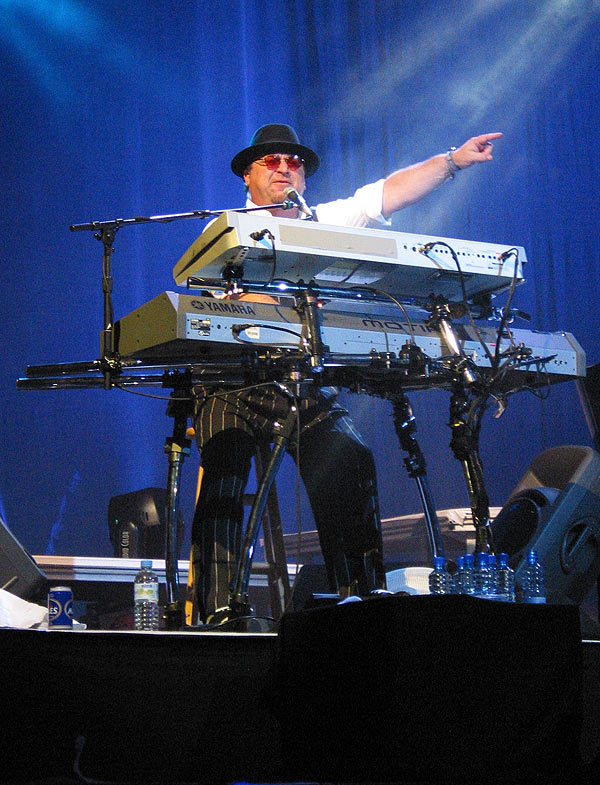
David Paich durant un concert avec Toto en 2005

Trois ans après la sortie de Mindfields, le groupe décide de se réunir à nouveau pour reprendre des grands hits tels que Could You Be Loved de Bob Marley ou encore While My Guitar Gently Weeps de George Harrison et les enregistrer sur un disque entièrement consacré à des reprises : Through the Looking Glass. Le succès est mitigé, les fans ayant attendu un album écrit et composé par le groupe lui-même. Un an plus tard, Toto enchaîne l'enregistrement de son troisième album live, intitulé Live in Amsterdam. Dans une interview, Steve Lukather dévoile son estime pour le public hollandais, d'où le choix du lieu d'enregistrement. Par ailleurs, le guitariste enregistre la même année SantaMental, son quatrième album solo.

### Falling in Betweenet séparation (2006–2009)
Falling in Between sort en février 2006. Le groupe fait alors appel à Steve Porcaro en tant qu'ingénieur du son ou encore à Lenny Castro pour les percussions. L'album est un mélange d'un grand nombre de styles musicaux rock, pop rock, folk, soul, jazz, funk. Le single Bottom of Your Soul occupe les premières places des charts européens durant quelques semaines. Fin février 2006, le groupe entame une tournée mondiale de plus de deux ans. Mike Porcaro se blesse à la main gauche et quitte la tournée à la fin de l'année 2006. À partir de 2007, il est remplacé par le bassiste Leland Sklar jusqu'à la fin de la tournée Falling in Between tour, qui se termine en avril 2008. Falling in Between Live, quatrième album en public du groupe, enregistré en mars 2007 au Zénith de Paris, sort en Europe le 29 octobre 2007. Parallèlement, le DVD de ce concert paraît le 26 février 2008 édité par Eagle Vision.

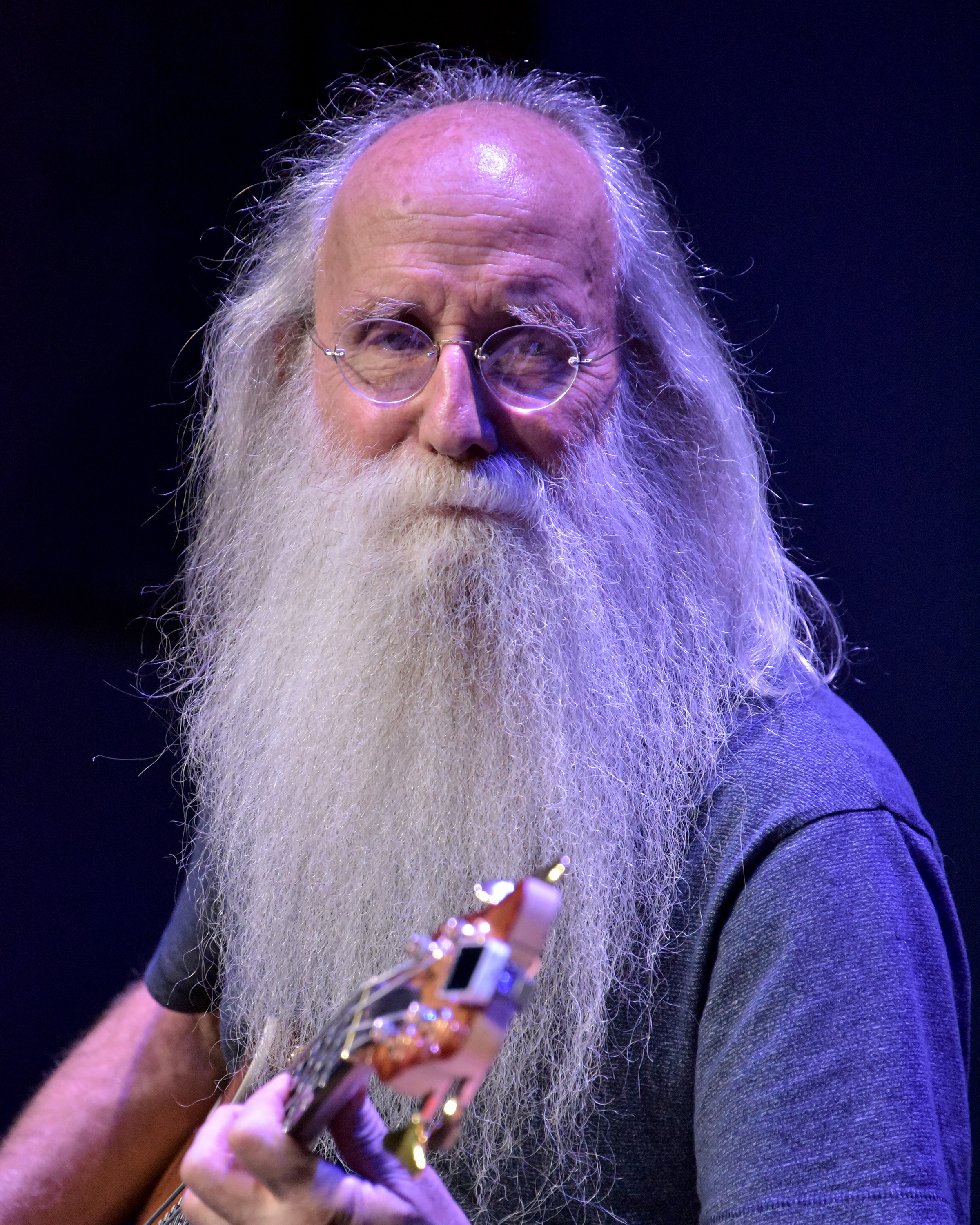
Leland Sklar en avril 2017.

Après la tournée de l'album Falling in Between, Steve Lukather est le seul membre restant de la formation originelle de 1977. Le 6 juin 2008, le guitariste annonce sur son site officiel qu'il quitte Toto, que le groupe n'existe plus et que chaque membre s'exerce désormais sur des projets en solo,. Lukather avoue avoir vécu de nombreux moments difficiles après les départs de Jeff Porcaro, puis de son frère et de David Paich, membre fondateur du groupe. Toto s'est ainsi dissous, après plus de trente-et-un ans de carrière, et près de trente millions de disques vendus. En 2009, les membres du groupe sont introduits au Musician Hall of Fame de Nashville,.

### Retour et tournées estivales (2010–2013)
Après deux ans de silence, David Paich contacte Steve Lukather pour lui proposer de reformer le groupe en hommage à leur bassiste Mike Porcaro, atteint de sclérose latérale amyotrophique. Ce dernier accepte à la condition de rappeler des membres historiques, notamment Steve Porcaro au clavier et Joseph Williams au chant. À propos de choisir ce dernier plutôt que Bobby Kimball, Steve Lukather déclare que le groupe souhaite faire quelque chose de différent, précisant que Kimball préfère de son côté interpréter les chansons de Toto avec d'autres musiciens (en particulier au sein du groupe Yoso qu'il forme en 2009 avec d'anciens membres de Yes). Il dément par ailleurs l'existence de tensions entre eux. Il ajoute que Joseph Williams a totalement récupéré sa voix et que celui-ci souhaite une deuxième chance.
Le 26 février 2010, les membres de Toto annoncent officiellement une réunion temporaire du groupe. Une première tournée est organisée en Europe à l'été. Pour cette occasion, le groupe est donc composé de Steve Lukather, David Paich, Joseph Williams, Steve Porcaro et Simon Phillips. Il fait par ailleurs appel au bassiste Nathan East. Cette même équipe reprend les concerts en Europe et à travers le monde durant l'été 2011, 2012 puis 2013. La même année, le groupe fête son trente-cinquième anniversaire et entame notamment une tournée en France. Une partie des fonds récoltés est destinée à la lutte contre la sclérose latérale amyotrophique. Au mois de novembre 2013, David Paich et Steve Lukather annoncent officiellement qu'ils commencent à écrire des chansons pour le prochain album de Toto.

### Toto XIVet décès de Mike Porcaro (2014–2017)

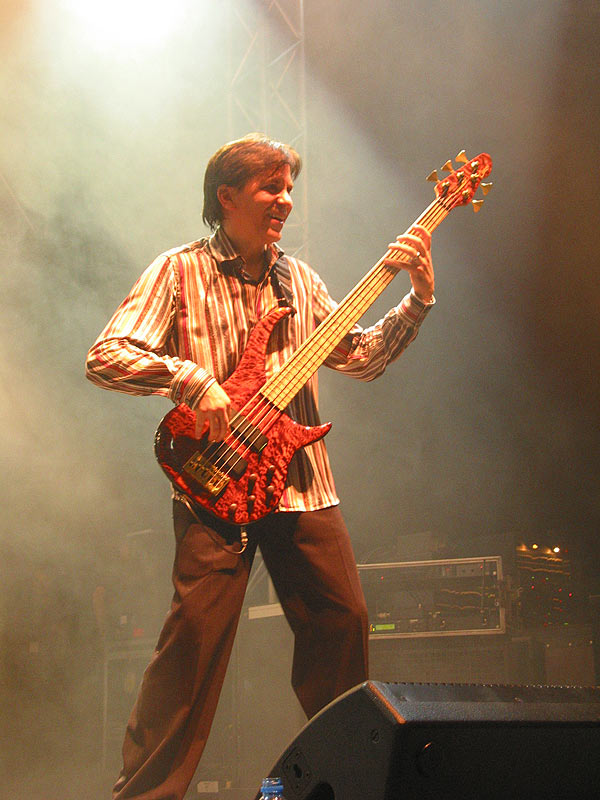
Le bassiste Mike Porcaro en concert avec Toto (2005).

Le 18 janvier 2014, Fergie Frederiksen, chanteur sur l'album Isolation de 1984, meurt des suites d'un cancer du foie. Le groupe lui rend hommage quelques jours plus tard via un communiqué sur leur site officiel. Parallèlement, Toto rentre en studio pour commencer l'enregistrement de son futur album, dont la sortie est prévue en 2015. À cette occasion, le groupe annonce le départ du batteur Simon Phillips. Ce dernier, après 21 ans au sein de la formation, souhaite retrouver sa carrière solo et se consacrer à divers projets. Le batteur Keith Carlock le remplace.
Le DVD de la tournée 2013, Live in Poland, sort le 29 avril 2014. Le groupe entame une tournée mondiale durant le printemps et l'été suivants. Steve Lukather annonce également une autre tournée à travers le monde pour 2015. En juillet 2014, le guitariste précise que le nouvel album reste fidèle au son de Toto : présence de guitares saturées, de synthétiseurs et mélodies classiques du groupe. Durant l'été 2014, Nathan East, quitte le groupe. David Hungate, le premier bassiste de Toto, le remplace pour la tournée nord-américaine. Celui-ci souhaite terminer sa carrière musicale avec la formation de ses débuts. En janvier 2015, les membres du groupe annoncent que le nouvel album est intitulé Toto XIV et que sa sortie est prévue pour mars 2015. Le 15 mars 2015, Mike Porcaro meurt des suites de la sclérose latérale amyotrophique. Tout comme son frère Jeff Porcaro, le groupe lui rend de vibrants hommages à chaque concert. En août 2015, alors que Toto entame une tournée américaine historique en collaboration avec Yes, la barre des quarante millions d'albums vendus par le groupe est franchie. Le mois suivant, David Hungate annonce son intention de ne pas participer à la tournée de 2016 qui a lieu en Europe et au Japon. Leland Sklar, qui a déjà remplacé Mike Porcaro dès 2006, réintègre le groupe en tant que bassiste remplaçant.

### 40eanniversaire et fin des tournées (2018–2019)
En 2018, Toto célèbre ses quarante années d'existence en sortant une nouvelle compilation, intitulée 40 Trips Around the Sun. L'album, édité par Legacy Recordings, comprend quatorze titres remastérisés et trois morceaux inédits, Alone, Spanish Sea et Struck By Lightning. Steve Lukather déclare à propos de l'enregistrement : « Oui, vous savez, on attendait de nous une sorte de best of. De mon côté, ça ne me faisait pas plaisir de faire encore une de ces compilations avec un son merdique et compressé. Alors, on a embauché Elliot Scheiner et Gavin Lurssen, qui collectionnent à eux deux plus de 100 Grammy Awards, et on a tout reconstruit ». Le groupe célèbre cet anniversaire par une longue tournée à travers le monde. Shannon Forrest remplace Keith Carlock à la batterie et Toto recrute un nouveau bassiste, Shem von Schroeck.
Le 20 octobre 2019, la formation assure un ultime concert à Philadelphie, et Steve Lukather annonce une probable dissolution du groupe sous sa forme actuelle. Il déclare à ce propos : « Je ne connais pas l’avenir, mais je sais que ce sera la fin de cette configuration de Toto ». Le guitariste ajoute « qu'il a passé sa vie entière sur la route » que les membres du groupe sont « vraiment fatigués ».

### Nouvelle formation (depuis 2020)
Le 20 octobre 2020, Steve Lukather et Joseph Williams annoncent le retour de Toto avec six nouveaux musiciens : Kevin Rheault (basse), Tim Bonhomme (claviers), Steve Maggiora (claviers), Warren Ham (percussions saxophone, flûte), Serg Dimitrijevic (guitare rythmique) et Nicholas Collins (batterie). Lukather annonce une nouvelle tournée mondiale en 2021, 2022 et 2023 baptisée The Dogz of Oz.

## Identité artistique

### Style musical et influences
Alors que le punk rock californien est en plein essor, le groupe est inspiré par des groupes comme Kansas, Journey, Asia ou encore Styx. L'album Toto mélange des éléments de pop rock, rock progressif, jazz rock inspiré de Steely Dan). À ses débuts, Toto compte également The Beatles, The Beach Boys, les Bee Gees et Yes parmi ses principales influences.
L'album Hydra, caractérisé par un son situé entre le soft rock et le rock symphonique et par la présence continue de synthétiseurs, est entièrement composé par David Paich, qui exprime, grâce à des morceaux comme Hydra, St George and the Dragon sa passion pour le monde médiéval. Toto s'inspire sur cet opus de groupes comme Supertramp, ou encore Kansas. Avec son hit 99, le groupe entre progressivement dans l'ère « rock FM ».
Avec la sortie de l'album Toto IV et de ses hits Africa, Rosanna, Make Believe, Waiting for Your Love et I Won't Hold You Back, le groupe connaît la notoriété internationale. Ces morceaux plus pop, appelés power ballads, font leur apparition sur les radios américaines et japonaises. Fergie Frederiksen attire de nouveau un public hard rock grâce à l'album Isolation, tout en conservant ses influences de rock FM.
Par la suite, Toto s'initie davantage à la fusion du jazz, de la pop et du rock, avec les albums Fahrenheit et The Seventh One. C'est à cette époque que Joseph Williams fait un passage dans le groupe et que le trompettiste Miles Davis est invité à participer à l'instrumental Don't Stop Me Now. Fahrenheit et The Seventh One mettent en avant les claviers, les cuivres et les percussions,. Toto s'éloigne ainsi de ses racines et du rock californien.
Lors de la sortie de Kingdom of Desire, le son du groupe est transformé. Les synthétiseurs sont remplacés par des guitares saturées, tandis que les claviers se font plus discrets. Kingdom of Desire mêle ainsi des éléments de hard rock, de jazz et de funk. Le chant du guitariste sur tout l'album donne un style plus électrique aux chansons. Comme son prédécesseur, Tambu met en avant les riffs de guitares de Steve Lukather mais laisse cependant plus de place au piano. Le retour de Bobby Kimball, pour l'album Mindfields en 1999 équilibre le son, qui redevient plus pop rock. Mindifelds est caractérisé par le retour des cuivres et des percussions.
Falling in Between, sorti en 2006, est marqué par la présence nouvelle de Greg Phillinganes aux claviers mais aussi le retour de Steve Porcaro (en tant qu'ingénieur du son) et de Joseph Williams (en tant que chanteur additionnel). Le percussionniste Lenny Castro, ainsi qu'une section cuivres participent également à l'album. L'album est par conséquent riche tant au niveau instrumental que vocal. Falling in Between est ponctué d'influences de rock progressif, pop rock, jazz, funk et soul, mais aussi de hard rock et de heavy metal.
Le son du groupe évolue de nouveau avec la sortie de l'album Toto XIV, presque dix ans après Falling in Between. Joseph Williams redevient le chanteur soliste, Steve Porcaro œuvre en tant que second claviériste et David Hungate en tant que bassiste. De plus, Toto engage Keith Carlock à la batterie à la place de Simon Phillips. Toto XIV mélange les influences pop rock des premiers albums à des éléments soft rock. Malgré un son moins électrique que son prédécesseur Falling In Between, les paroles du groupe sont davantage contestataires, notamment envers les conflits socio-politiques dans le monde.
L'identité artistique de Toto inspire des groupes tels que Cutting Crew, The Outfield, Glass Tiger ou encore Night Ranger.

### Symboles
Dès ses débuts, et au fil des albums, le groupe est associé à différents symboles, représentés sur ses pochettes de disques. Les principaux objets dessinés sont les épées, anneaux et rubans. L'épée apparaît sur la pochette du premier album, Toto. Elle est au centre d'un anneau de pierre et des rubans l'entourent.
Les couvertures du premier album sont l'œuvre du peintre Phillip Garris, à la demande du groupe. L'artiste écoute les enregistrements de Toto puis part vers San Francisco afin d'en dessiner la pochette. Revenant avec son œuvre, il explique aux membres de Toto que l'épée est une représentation symbolique des sentiments que lui a inspiré l'écoute de l'album. Il trouve que la musique a « un style tranchant, comme une épée ». L'épée fait également référence aux paroles de l'une des chansons de l'album, Manuela Run : « Ne regarde pas maintenant, tu ferais mieux de faire attention à l'épée qui pend au-dessus de toi »). Les divers symboles deviennent, au fil des albums, des marques chronologiques. En effet, sur Toto, une seule épée est présente, car il s'agit du premier album. L'anneau de pierre, également conçu sur la base d'une idée de Garris, représente tout le travail effectué par le groupe, « lourd comme la pierre ». Sur le premier album, un seul anneau est dessiné. Les rubans, pour leur part, ne sont présents que sur la pochette du premier album. Ils représentent selon l'artiste les « jeunes années » du groupe.
Sur la pochette d'Hydra, le personnage tient une épée dans la main. La pochette de Toto IV comporte quatre anneaux de pierre entourant une seule épée. Ces quatre anneaux représentent les quatre albums composés par Toto jusque-là. L'anneau du haut (celui qui entoure la garde de l'épée) est intact, il désigne l'album le plus récent. Plus l'anneau est proche de la pointe de l'épée, plus il est abîmé et plus on remonte dans le temps dans la discographie du groupe. Pour l'album The Seventh One, sept épées et un anneau sont dessinés. De même, sur la pochette de Past to Present, huit objets tournoient autour d'une seule épée.
En 2015, le symbole de l'épée fait son retour avec la sortie de l'album Toto XIV. De plus, les chiffres romains sont utilisés pour la troisième fois depuis les débuts du groupe (Toto IV, Toto XX, Toto XIV). Selon Steve Lukather, ils font partie des « porte-bonheurs qui ramènent à l'époque classique » de Toto.

## Membres

### Membres actuels
- Steve Lukather : guitares, chœurs, chant (depuis 1977)
- Joseph Williams : chant (1986-1989, depuis 2010)

#### Musiciens de concert
D'après le site officiel du groupe pour la tournée 2024 :
- Greg Phillinganes : claviers, chœurs (2003-2008, depuis 2024)
- Warren Ham : saxophone, harmonica, flûte, chœurs, chant additionnel, percussions (1986-1988,  depuis 2017)
- John Pierce : basse (depuis 2020)
- Dennis Atlas : claviers, chœurs (depuis 2024)
- Shannon Forrest : batterie (2014-2019, depuis 2024)

### Anciens membres
- Bobby Kimball : chant (1977-1984, 1998-2008)
- David Hungate : basse (1977-1982, 2014-2015)
- Steve Porcaro : claviers (1977-1989, 2010-2019)
- David Paich : claviers chant (1977-2022)
- Jeff Porcaro (†) : batterie, percussions (1977-1992), mort le 5 août 1992
- Mike Porcaro (†) : basse (1982-2007), mort le 15 mars 2015
- Fergie Frederiksen (†) : chant (1984-1985), mort le 18 janvier 2014
- Jean-Michel Byron : chant (1990)
- Simon Phillips : batterie (1992-2014)
- Keith Carlock : batterie (2014)
- Lenny Castro : percussion (2015-2022)

#### Musiciens de concert
- Shem Von Schroeck : basse, chant (2017-2020)
- Steve Maggiora : claviers, chœurs, chant additionnel  (2020-2024)
- Amy Keys : chœurs (2013-printemps 2014)
- Dominique Xavier Taplin : claviers (2018-2024)
- Robert Sput Searight : batterie (2020-2024)
- Mabvuto Carpenter : chœurs (2010-2016)
- Nathan East : basse (2010-printemps 2014)
- Jory Steinberg : chœurs (2010)
- Leland Sklar : basse (2007-2008, 2015-2016)
- David Santos : basse (2015)
- Kenny Moran : claviers, chœurs (2005-2008)
- Ricky Lawson : batterie (2003, pour Night of the Proms)
- Jon Farriss : batterie (2003, pour Night of the Proms)
- Jeff Babko : claviers, chant (2000)
- Tony Spinner : seconde guitare, chant (1999-2008)
- Buddy Hyatt : chœurs, percussions (1999-2000)
- Sofia Bender : chœurs (hiver 1996)
- Gregg Bissonette : batterie (automne 1995)
- Jenny Douglas Foote : chœurs (1990-1993, 1995, 1996-1997, 2011-2012, été 2014-2016)
- Chris Trujillo : percussions (1990-1993)
- Jackie McGhee : chœurs (1990-1991)
- John Jessel : claviers, chœurs (1999-2003)
- Luis Conté : percussions (1988, 2015)
- Ralph Rickert : cuivres, chœurs (1986-1987)
- Scott Page : saxophone, seconde guitare, flûte (1985)
- Timothy B. Schmit : chœurs (1982, concerts européens)
- James Newton Howard : claviers (1982, concerts au Japon et aux États-Unis)
- John Smith : saxophone ténor, chœurs (1982)
- Lenny Castro : percussions (1979, 1982 (EU)-1987, 2015-2019)
- Keith Landry : seconde guitare, chœurs (1980)
- Tom Kelly : seconde guitare, chœurs (1979)

### Chronologie
Uniquement les membres officiels

## Discographie

### Albums studio
- 1978 : Toto
- 1979 : Hydra
- 1981 : Turn Back
- 1982 : Toto IV
- 1984 : Dune
- 1984 : Isolation
- 1986 : Fahrenheit
- 1988 : The Seventh One
- 1992 : Kingdom of Desire
- 1995 : Tambu
- 1999 : Mindfields
- 2002 : Through the Looking Glass
- 2006 : Falling in Between
- 2015 : Toto XIV
- 2018 : Old Is New

### Albums en public
- 1993 : Absolutely Live
- 1999 : Livefields
- 2003 : Live in Amsterdam
- 2007 : Falling in Between Live
- 2014 : Live in Poland (35th Anniversary)
- 2019 : 40 Tours Around the Sun
- 2021 : With a Little Help From My Friend

### Compilations
- 1990 : Past to Present 1977-1990
- 1996 : Legend
- 1998 : Toto XX
- 2003 : The Essential Toto - Sera réédité en version Double CD en 2005
- 2008 : The Collection (coffret 7 CD + 1 DVD)
- 2018 : 40 Trips Around the Sun
- 2019 : All in 1978-2018 (coffret 13 CD)